# Re:Colors 00's cover collection
『Re:Colors 00's cover collection』（リカラーズ・ゼロズ・カバー・コレクション）は大西俊也がALTKEY名義でリリースするカバーアルバム。

## 概要
ivory7 chordのメンバーである大西俊也がALTKEY名義でリリースした初のソロ作品及び洋楽カバー・アルバム。ゲストボーカルにFine Lines、元HUSKING BEEの平林一哉、LAST ALLIANCEの佐野森吾、UNCHAINの佐藤将文、元中ノ森BANDの中ノ森文子、元GOLLBETTYのG-YUNがゲストボーカルとして参加。また、元WRONG SCALEの菊川正一が演奏に参加しており、解散以来の共演作で、大西と同じivory7 chordのメンバーでOCEANLANEの直江慶も参加。

## 収録曲
1. Bad Romance（レディ・ガガ）
中ノ森文子が参加
2. ALL THE THINGS SHE SAID（t.A.T.u）
G-YUNが参加
3. Bad Day（ダニエル・パウター）
4. ONE MORE TIME（ダフト・パンク）
5. BY THE WAY（レッド・ホット・チリ・ペッパーズ）
6. THIS LOVE（Maroon5）
7. Closer（Ne-Yo）
8. Poker Face（レディ・ガガ）
柳麻美が参加
9. Dragostea Din Tei（O-ZONE）